# Tarzan s'évade
Pour les articles homonymes, voir Tarzan (homonymie).
Série
Tarzan et sa compagne Tarzan trouve un fils
Pour plus de détails, voir Fiche technique et Distribution.
Tarzan s'évade (Tarzan Escapes) est un film américain réalisé par Richard Thorpe, sorti en 1936.

## Synopsis
Jane vit tranquillement au fond le la jungle avec Tarzan. Rita et son frère Eric, des membres de sa famille, arrivent en Afrique dans le but de la retrouver et de la ramener en Angleterre, où elle doit signer des documents liés à l'héritage d'un de ses oncles. Ils font appel au Capitaine Fry pour les conduire à Jane. Il commence par refuser, puis finit par accepter avec l'intention en fait de capturer le "singe blanc" et de l'envoyer à Londres. Accompagné de Rawlins, son assistant, et d'un groupes d'indigènes conduit par Bomba, Fry entame son périple. Peu après le départ, ils sont attaqués par la tribu des Gabonis et les porteurs de Bomba désertent. Alors que l'expédition fait halte dans un village, Tarzan et Cheetah libèrent un certain nombre de singes qui avaient été capturés. Tarzan retourne ensuite chez lui, mais Jane remarque qu'il a été en contact avec des hommes blancs et demande à les rencontrer. Contente de retrouver des membres de sa famille, elle les invite dans sa cabane dans les arbres. Pendant que Tarzan part chercher de la nourriture, Eric et Rita pressent Jane de rentrer avec eux. Jane commence par refuser, ne voulant pas quitter Tarzan, mais elle finit par accepter et promet à Tarzan qu'elle reviendra dès que possible. Pendant ce temps, les noirs desseins de Fry deviennent évidents lorsqu'il capture Tarzan. Lorsque Rawlins tente de contrarier ses plans, Fry le tue. Fry persuade Tarzan d'entrer de lui-même dans une cage en le persuadant que c'est la volonté de Jane mais, quand il entend des guerriers s'approcher, il se libère à l'aide de deux éléphants et sauve Jane, Eric et Rita, qui étaient préparés pour être sacrifiés par les indigènes. Tarzan conduit ensuite Fry dans des marécages où il perd la vie. Contents d'être sains et saufs, Rita et Eric disent à Jane qu'elle n'avait pas à rentrer en Angleterre. Jane leur dit au-revoir et retourne vivre avec Tarzan.

## Fiche technique
- Titre original : Tarzan Escapes
- Titre français : Tarzan s'évade
- Réalisation : Richard Thorpe
- Scénario : Cyril Hume, Edwin Knopf, d'après les personnages créés par Edgar Rice Burroughs
- Direction artistique : Elmer Sheeley
- Décors : Edwin B. Willis
- Photographie : Leonard Smith
- Son : Douglas Shearer
- Montage : W. Donn Hayes
- Musique : William Axt, Sol Paul Levy
- Production : Jack Cummings, Phil Goldstone, Bernard H. Hyman
- Production associée : Sam Zimbalist
- Société de production : Metro-Goldwyn-Mayer
- Société de distribution : Loew's Inc.
- Pays d'origine :  États-Unis
- Langue originale : anglais
- Format : Noir et blanc — 35 mm — 1,37:1 — son Mono (Western Electric Sound System)
- Genre : Film d'aventures
- Durée : 89 minutes
- Date de sortie : 
  - États-Unis : 6 novembre 1936
  - France : 4 février 1937

## Distribution
Légende : 1er doublage / 2e doublage (1975)
- Johnny Weissmuller (VF : Jacques Erwin / Jean Roche) : Tarzan
- Maureen O'Sullivan (VF : Colette Broïdo / Monique Thierry) : Jane Parker
- John Buckler (VF : Maurice Dorléac / Jean-Claude Michel) : Capitaine Fry
- Benita Hume : Rita
- William Henry (VF : Georges Poujouly) : Eric
- Herbert Mundin (VF : Philippe Dumat) : Rawlins
- E. E. Clive (VF : René Bériard) : Masters
- Darby Jones : Bomba
- Everett Brown : le chef indigène des Hymmondis
- Monte Montague : le capitaine du bateau
- Johnny Eck

et Cheeta

## Production
- Neuf mois après le début du tournage, le film revient en production car la M-G-M n'est pas satisfaite. En juillet 1936, le tournage reprend avec comme réalisateur Richard Thorpe en remplacement de John Farrow, ce dernier ayant déjà remplacé James C. McKay en juillet 1935 qui avait été le premier à commencer le film[1].
- La première version du film avait été écrite par Karl Brown, la seconde l'est par Cyril Hume et Edwin Knopf[1].
- De même, Cedric Gibbons est remplacé comme directeur artistique par Elmer Sheeley[1].